# 호에이 대분화
호에이 대분화(일본어: 宝永大噴火)는 1707년 후지산이 분화한 사건을 말한다. 헤이안 시대의 두 차례의 분화(엔랴쿠 대분화, 조간 대분화)와 함께 기록에 남아 있는 세 번째의 대분화이다.
호에이 대분화의 특징은 화산재는 100킬로미터나 떨어진 에도까지 날아갔지만, 용암이 흐르지는 않았다는 점이다. 이러한 호에이 대분화에서 분출된 분출물의 양은 약 8억 세제곱미터, 즉 약 8천억 리터정도로 추정되고 있다. 분화는 후지산의 동남측 사면에서 일어났으며, 이로 인하여 3개의 분화구가 형성되었다. 정상에서부터 차례로 제1, 제2, 제3 호에이 분화구가 겹쳐진 모양으로 나란히 늘어서 있지만, 산기슭에서 보면 크기가 제일 큰 제1분화구만 눈에 띈다. 이후 지금까지는 후지산이 분화한 적은 없다.

## 후지산의 분화사
후지산의 화산 활동은 세 시대로 나뉜다. 가장 오래된 고미타케 화산(小御岳火山)은 지금의 후지 산이 있는 자리에서 약 10만 년보다 이전에 활동했다. 그 다음에 고후지 화산(古富士火山)이 약 8만 년 전부터 폭발적인 분화를 반복하며 커다란 산의 모양을 갖추었다. 그 후 1만 년 전(5천 년 전이라는 주장도 있다)부터 지금의 후지 산과 같은 신후지 화산(新富士火山)으로 변모하였다. 신후지 화산의 분화는 대량의 화산재와 화산탄 등의 강하분출물, 용암, 화산쇄설류 등을 분출하는 것이 특징이다. 헤이안 시대에는 특히 화산활동이 활발했는데, 800년부터 802년(엔랴쿠 19~21년) 연간에 대량의 화산재를 뿌렸다고 니혼코키에 기재된 엔랴쿠 대분화가 있었고, 864년에는 산중턱에서 대량의 용암(아오키가하라 용암)을 분출해 지금의 삼림의 원형을 형성한 조간 대분화 등 수 차례의 거대한 분화가 있었다. 그 후에는 소규모 분화와 분기 활동 등 비교적 평온한 시기가 계속되고 있다.

## 시대 배경
분화가 일어난 때는 도쿠가와 쓰나요시의 치세(1680년~1709년) 말기로, 에도나 교토, 오사카 등의 대도시에서는 겐로쿠 문화라 불리는 조닌 문화가 발전하고 있었다. 분화 전년도에는 겐로쿠 15년(1702년)에 일어난 아코우 낭사의 복수 사건이 지카마쓰 몬자에몬(近松門左衛門)의 붓에 의해 인형극으로 초연되었다.

## 호에이 대분화의 추이
호에이 대분화는 1707년 12월 16일에 일어났다. 후지 산이 분화한 것 중에서는 매우 큰 규모에 속한다. 또한 분화 직전에 기록적인 대지진이 있었기 때문에, 대량의 화산재를 광범위하게 방출하게 된 특징을 가진 분화였다.

### 호에이 지진
분화가 시작되기 49일 전인 10월 28일에 일본 최대의 지진(추정 리히터 규모 8.6)으로 불리는 호에이 지진이 일어났다. 이 지진은 정기적으로 큰 규모의 지진이 발생하고 있는 두 지역에서 동시에 발생한 것으로 추정된다. 즉 엔슈(遠州) 앞바다를 진원으로 하는 도카이 지진(東海地震)과 기이반도(紀伊半島) 앞바다를 진원으로 하는 난카이 지진(南海地震)이다. 지진의 피해는 도카이도, 기이반도, 시코쿠 지역에서 사망자 2만 명 이상, 붕괴된 가옥은 6만 호, 해일로 유실된 가옥은 2만 호에 달했다.

### 분화의 시작
호에이 지진의 여진이 계속되다가 12월 15일 밤부터는 후지 산 산중턱 일대에서 강한 지진이 수십 차례 일어났다. 12월 16일 오전 10시경에는 후지 산 남동측 사면에서 흰 구름같은 것이 용솟음치더니 급속하게 커지면서 분화가 시작되었다. 이 지역에서는 고온의 부석(浮石)이 대량으로 떨어져 가옥을 불태우고 전답을 덮어버렸다. 저녁에는 분연(噴煙)속에서 불기둥이 보이고 화산뢰(火山雷)에 의해 번개가 치는 것이 목격되었다.

### 에도에 재가 내리다
이 분화에 의해 에도에서도 대량의 화산재가 쏟아졌다. 당시 에도에 있던 아라이 하쿠세키(新井白石)는 그의 저서 오리타쿠시바노키(折たく柴の記)에 재가 내리는 모습을 기록하였다.
에도에서도 전날 밤부터 체감할 수 있는 지진이 있었다. 낮 이전부터 뇌명이 들려오고, 남서쪽 하늘에서부터 검은 구름이 퍼져 에도의 하늘을 덮더니 하늘에서 눈과 같은 하얀 재가 내렸다. 또한 대량의 화산재 때문에 에도 거리는 낮인데도 불구하고 어두워서 촛불을 켜야 했다. 다른 자료에서는 처음에 내린 재는 회색이었지만 저녁때부터 재의 색이 검은 색으로 변했다고 기록되어 있다.
이틀 후인 18일에도 『검은 재는 멈추지 않고 내려』라고 재가 쏟아지는 상황이 기록되어 있다. 여기서 주목해야 할 것은 최초의 화산재는 흰색이었지만, 저녁 때는 검은 색으로 바뀌었다는 것이다. 이는 한창 분화하는 도중에 화산재의 성분이 변화했다는 증거이다. 이때 에도에 쌓인 화산재는 당시의 문서에 의하면 2촌에서 4촌(5~10 cm)이지만, 실제로는 좀 더 적었던 것으로 추정되고 있다. 도쿄대학 혼고 캠퍼스의 발굴조사에서는 흰색의 잔 화산재 위에 검은 화산재가 약 2 cm 정도 쌓인 것으로 확인되었다. 이 화산재는 강풍이 불 때마다 자잘한 먼지로 변해 오랫동안 에도 시민을 괴롭혔고, 많은 주민이 호흡기 질환으로 고통을 겪었다. 당시의 교카(狂歌)에서도 많은 사람이 기침을 하고 있는 모습이 그려져 있다.

### 분화의 추이
호에이 대분화는 1707년 12월 16일에 일어나 다음해 1월 1일(양쪽 다 서력)에 종언을 고했다. 이 시기의 분화는 전부 동일하지는 않고, 처음의 4일간은 격렬하게 분화했지만 그 이후에 소강상태로 접어드는 분화가 계속되었다. 이하 분화의 추이를 설명한다.
- 12월 16일: 낮 이전부터 분화가 시작되었다. 분화구 근처에서는 부석이 대량으로 쏟아져 에도까지 하얀 화산재가 내렸다. 오후 3시경 소강상태에 접어들지만 저녁부터 다시 격렬해졌다. 저녁부터 내리는 화산재는 검은색으로 바뀌어 분화구 근처에서는 스코리아가 떨어졌다. 분화는 밤에도 계속되었다.
- 12월 17일: 아침경에 일단 잠잠해졌지만 그 후에 오다와라(小田原)에서 에도에 걸쳐 종일 불규칙하게 재가 내렸다.
- 12월 18일: 전날과 마찬가지로 아침에는 소강상태, 그 후에 불규칙한 분화. 에도에도 재가 내렸다.
- 12월 19일: 에도에서는 계속 불규칙하게 재가 내렸지만, 소강상태인 기간이 늘어났다.
- 12월 20~30일: 분화의 빈도와 내리는 재의 양이 줄어들었다.
- 12월 31일: 밤이 되자 분화가 격렬해졌다.
- 1월 1일: 미명에 폭발이 관측되고, 그 이후에 분화가 멈추었다.

### 피해지역의 상황
현재의 고텐바시(御殿場市)에서 오야마정(小山町)에 해당하는 지역은, 최대 3m에 달하는 부석(분화 초기), 강하 스코리아(중기부터 후기)로 덮였다. 가옥과 창고는 파괴 또는 소실되어 비축된 식량이 사라졌다. 전답은 『탄 모래』(스코리아와 화산재 등)로 뒤덮여 경작이 불가능하게 되고, 용수로도 매몰되어 농업용수의 공급이 끊겨 피해지역은 심각한 기근에 빠졌다. 당시의 영주인 오다와라 번은 피해지역에 식량 공급 등의 대책을 실시했지만, 번 차원으로는 충분한 구제를 할 수 없는 것이 명백했다. 그런 연유로 번주 오쿠보 다다마스(大久保忠増)는 에도 막부에 구제를 요청했다. 막부는 요청을 받아들여 주변 전부를 일시적으로 막부 직할령으로 삼아 이나 다다노부(伊奈忠順)를 피해대책의 책임자로 임명했다. 또한 피해지역의 부흥기금으로 전국의 다이묘령과 천령에 대해 강제적인 헌금(녹봉 100석당 금 2량) 갹출을 명하고, 피해지역의 구제 재원으로 삼았다. 그러나 모은 40만량 중 피해지역의 구제에 할당된 것은 16만량으로, 나머지는 막부의 재정으로 유용되었다. 미쿠리야 지방의 생산성은 좀처럼 개선되지 않고, 약 80년후인 1783년에는 낮은 생산성에 덴메이 기근이 더해져 「미쿠리야 폭동」이 일어났다.

### 2차 재해
분화에 의해 내린 화산재는 후지 산 동쪽의 넓은 경지를 뒤덮었다. 농민들은 전답의 복구를 위해 화산재를 회수해 모래폐기장에 폐기했다. 모래폐기장의 거대한 모래산은 비가 내릴 때마다 무너져 하천으로 유입되었다. 특히 사카와 강(酒匂川) 유역에서는 유입된 대량의 화산재에 의해 하천 바닥이 상승하여 여기저기에 일시적인 댐이 생겨 수해가 일어나기 쉬운 상황이 되었다. 분화한 다음 해 8월 7일부터 그 다음날에 걸친 호우로 대규모의 토사류가 발생해, 사카와 강의 오구치 둑(大口堤)이 무너져 아시가라 평야(足柄平野)를 화산재가 섞인 탁류로 메웠다. 이 지역의 전답을 복구하는데도 화산재의 회수·폐기 작업이 필요했다.

## 호에이 대분화의 특징
호에이 대분화는 그 규모의 거대함 이외에도 화산 분화에 대해 여러 가지 흥미로운 정보를 제공하고 있다.

### 호에이 지진과의 관계
이 분화는 일본 최대급의 지진 직후에 발생했다. 지진 발생 전까지 후지산의 화산 활동은 비교적 온화했던 것으로 알려져 있으나, 대지진의 49일 후에 대규모의 분화가 시작되었다. 지진의 진원지인 난카이 해곡(南海トラフ)를 동북쪽으로 연장하면 스루가만(駿河湾)을 통과해 富士山西麗의 활단층 후지카와 하구 단층대(富士川河口断層帯)와 이어지게 된다. 호에이 지진의 다음날에는 후지노미야(富士宮) 부근을 진원으로 하는 커다란 여진이 발생했다.

### 후지산의 마그마굄
화산의 분화는 지하에 있던 고온의 마그마가 지표로 나오는 현상이다. 화산의 지하에는 직경 수 km 정도의 액체 마그마 덩어리(마그마굄)가 존재한다고 상정되어 있다. 마그마굄은 지하의 가장 깊은 곳에서부터 마그마를 공급받아 조금씩 부풀어 올라 분화에 의해 (내용물이 줄어들어 버려) 수축하게 된다. 지하의 마그마굄으로부터 지상까지 마그마가 상승해가는 원인은 크게 3종류로 생각된다. 첫 번째는 깊은 곳에서부터 마그마의 공급에 의해 마그마굄이 가득 차 내부의 압력이 높아져 마그마가 넘치게 된다는 것이고, 두 번째는 주위의 압력에 의해 마그마가 밀려나온다는 것, 세 번째는 마그마 속에 함유된 휘발성분의 분리(발포)에 의해 체적이 팽창하여 마그마가 넘치게 된다는 것이다. 후지 산 지하에도 마그마굄이 존재해 화산활동의 원인으로 되어 있다. 후지 산 주변에서 관측되는 저주파 지진은 마그마굄이 있다고 추정되어 있는 위치의 주변에서 발생하고 있다.

### 지진이 마그마굄에 미치는 영향
후지 산의 마그마굄은 호에이 지진의 강진역이어서 후지노미야의 여진은 마그마굄의 바로 근처에서 발생했다. 강진의 영향으로 커다란 진동에 의한 마그마굄의 휘발성분 분리가 촉진되었을 가능성이 추정된다. 쉬운 예로 설명하자면「미지근한 캔맥주를 흔든」상태이다. 또한 본진과 여진의 진원단층운동에 의한 지각운동의 변화가 분화를 촉진시켰을 가능성도 있다.

### 분출물의 성분변화
호에이 대분화에서는 일련의 분화중에 화산재·강하물의 성분이 크게 변화했다는 사실이 알려져 있다.
1. 에도에서 내린 재가 처음에는 흰색, 그 후에는 검은 색으로 바뀌었다.
2. 분화구 주변의 강하물이 부석에서 스코리아로 바뀌었다.

이 두 사실 모두 강하물 속의 규소(이산화규소)의 함유량이 변화했다는 것을 가리키고 있다. 분화 초기의 하얀 재는 (후지 산으로서는 드물게) 이산화규소를 70% 정도 함유한 석영안산암질이었다. 그 후의 검은 재는 이산화규소가 50%정도인 현무암질로 후지 산을 형성하는 일반적인 암석(용암 등)의 분석값과 일치한다. 호에이 대분화는 처음에는 후지 산치고 드물게 이산화규소가 많은 석영안산암질 마그마가 분출하고, 그 후에 후지 산 본래의 현무암질 마그마의 분화로 이행되었다고 생각된다.
화산재가 흰색에서 검은 색으로 변화한 원인은 마그마굄 속의 마그마 성분 분화로 상정되어 있다. 호에이 대지진 이전의 후지 산은 약 8000년간 큰 분화 활동이 없었다 (그동안 마그마굄에는 깊은 곳에서부터 조금씩 신선한 마그마의 공급을 받고 있었다). 마그마굄은 조금씩 식으면서 응고점이 높은 성분부터 결정화되지만, 비중이 무거운 성분(철이나 마그네슘을 많이 포함하는 어두운 색의 결정)은 침강하기 쉽기 때문에, 마그마굄의 상부는 밝은 색의 비중이 가벼운 규소성분이 많이 남아 있게 된다. 그래서 분화 초기에는 마그마굄의 상부에 있던 규소성분이 많은 하얀 부석과 화산재가 방출되고, 그 후에 후지 산 본래의 어두운 색 화산재와 스코리아가 방출된 것이다.

## 현대 사회에 주는 교훈
혼슈 한가운데에 있는 후지 산은 분화했을 경우, 사회에 미치는 영향이 크다. 그런 까닭에 각 지방의 방재기관과 지방자치단체를 중심으로 학자들이 모여「후지산 해저드 맵 검토위원회 (富士山ハザードマップ検討委員会)」를 설립해, 만일의 경우에 일어날 피해상황을 예상하여 피난·유도 지침으로 삼았다. 해저드 맵에서는 과거의 후지 산의 분화를 참고하면서 다양한 화산재해를 예상하고 있다. 그 중에서 화산재에 의한 피해의 예로『호에이 분화의 피해예상』이 상세히 검토되어있다. 해저드 맵이 제출한 중간보고서와 검토보고서 2건, 조사결과를 정리한 보고서는 내각부의 방재부문 홈페이지에 공개되어 있다.
호에이 대분화는 용암의 분출 등에 의한 피해는 없었지만, 대량의 화산재가 광범위한 지역을 뒤덮은 경우였다. 검토보고서에서는 호에이 대분화와 같은 규모의 분화가 일어날 경우, 화산재가 2 cm 이상 내릴 것이라고 예상되는 지역은 후지 산 산록뿐만 아니라 현재의 도쿄도와 가나가와현의 거의 모든 지역, 일부 북부를 제외한 지바현 전역에 이른다. 이 범위에서는 일시적인 철도·공항이 사용불능이 되며, 우천시에는 도로가 마비되고 정전이 발생한다. 또한 장기에 걸쳐 호흡기에 장애를 일으키는 사람이 나온다고 한다. 후지 산 동부에서 가나가와현 남서부에 걸치는 지역은 분화 후에 대규모의 토사류와 홍수피해가 빈발할 것이라고 예상되고 있다.
유사한 예로, 중동의 사막지대에서는 (화산재는 아니지만) 모래먼지에 의한 전자기기 고장이 큰 문제가 되고 있다는 점을 들 수 있다.

## 같이 보기
- 후지산의 분화사